# Лисенко Степан Степанович
Степан Степанович Лисенко (5 серпня 1905, місто Полтава — ?) — український радянський партійний діяч, секретар Полтавського, Дрогобицького і Кіровоградського обласних комітетів КП(б)У.

## Біографія
Член ВКП(б).
Перебував на відповідальній партійній роботі.
До 1938 року — секретар Миргородського районного комітету КП(б)У Полтавської області.
У жовтні (затв.) 1938 — травні 1941 року — завідувач сільськогосподарського відділу Полтавського обласного комітету КП(б)У.
16 травня — серпень 1941 року — 3-й секретар Полтавського обласного комітету КП(б)У.
З 1941 року — у Червоній армії. Служив старшим політичним керівником при Військовій раді 56-ї армії. Учасник німецько-радянської війни.
У березні 1944 — 27 вересня 1948 року — 3-й секретар Дрогобицького обласного комітету КП(б)У.
З вересня 1948 року навчався в партійній школі.
У вересні 1951 — червні 1952 року — секретар Кіровоградського обласного комітету КП(б)У.
Подальша доля невідома.

## Звання
- майор

## Нагороди
- орден «Знак Пошани» (23.01.1948)
- ордени
- медаль «За перемогу над Німеччиною у Великій Вітчизняній війні 1941—1945 рр.» (1945)
- медалі